# FC Amkar Perm
FC Amkar Perm (în limba rusă: Футбо́льный клуб "Амка́р" Пермь) este un club de fotbal din Perm, Ținutul Krasnodar, Rusia. În sezonul 2004 clubul activează în Premier Liga, prima divizie rusă. Echipa joacă pe Zvezda Stadium, care a fost acoperit cu iarbă artificială în 2005.

## Conducere
- Președinte: Valery Chuprakov
- Vice-Președinte: Gennady Shilov
- Director General Yuri Grebenyuk
- Antrenor: Rashid Rakhimov

## Jucători Faimoși
| Rusia - Vladimir Gabulov - Roman Vorobyov - Konstantin Zyryanov | URSS - Albert Sarkisyan - Branimir Subašić - Vital Bulyha - Andrei Lavrik - Algis Jankauskas - Ghenadie Olexici - Vyacheslav Krendelyov - Vitaliy Fedoriv - Umed Alidodov - Aleksandr Sayun | Europa - Martin Kushev - Georgi Peev - Zahari Sirakov - Dimitar Telkiyski - Nikola Drinčić - Mitar Novaković - Erik Lincar |

## Deținătorii de recorduri ale clubului
Din 1 ianuarie 2009:

### Cele mai multe meciuri pentru Amkar
1. Aleksei Popov: 370
2. Konstantin Paramonov: 337
3. Yevgeni Yarkov: 190
4. Aleksandr Galeutdinov: 175
5. Igor Bakhtin: 171
6. Konstantin Zyryanov: 171
7. Oleg Fomenko: 170
8. Igor Uralyov: 157
9. Rustem Khuzin: 152
10. Sergei Chebanov: 146

### Cele mai multe goluri pentru Amkar
1. Konstantin Paramonov: 170
2. Konstantin Zyryanov: 48
3. Aleksandr Galeutdinov: 29
4. Martin Kushev: 27
5. Lev Matveyev: 21

## Antrenori
- 1995-2006 Sergei Oborin
- 2006-2007 Rashid Rakhimov
- 2008 Miodrag Božović
- 2009 Dimitar Dimitrov
- 2009- Rashid Rakhimov